# 天主教但尼丁教區
天主教但尼丁教區（拉丁語：Diocesis Dunedinensis）是新西蘭一個羅馬天主教教區，屬惠靈頓總教區。成立於1869年11月26日。
教區位於南島南部，座位於但尼丁。2006年有教友34,152人（佔轄區人口12.9%）、三十七個堂區、四十三名司鐸。現任教區主教為弥额尔·多利。